# حظيرة الدندر

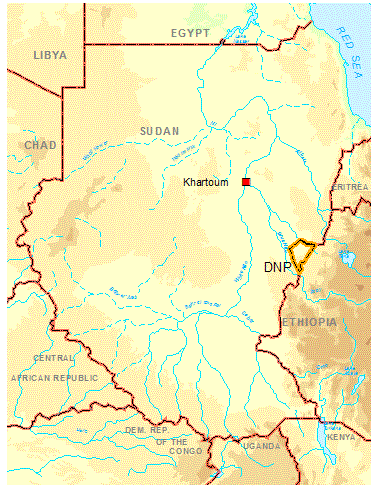
موقع محمية الدندر الطبيعية في السودان

حظيرة الدندر القومية أو محمية الدندر القومية هي محمية طبيعية على الحدود بين السودان وإثيوبيا. تحتضن مدينة الدندر السودانية واحدة من أكبر محميات أفريقيا الطبيعية ذات التنوع الحيوي.
ويرتبط اسمها باسم مدينة الدندر الواقعة شرق السودان في ولاية سنار، فالدندر مشتقة من الكلمة اليونانية  معناها شجرة ومن مشتقاتها على هيئة الجمع كلمة غابة  .DANDERON
وقد تعني منهل الماء المنحدر، ويقصدون بذلك نهر الدندر الموسمي الجريان الذي يمتاز بانحداره الشديد وضحالة مجراه من الهضبة الإثيوبية، حيث منابع نهر النيل والأنهر الموسمية، حتى الأراضي السودانية عند المحمية، ويحيط بالمحمية نهر الرهد شرقاً، ونهر الدندر غرباً، إلى جانب أكثر من أربعين ميعة، والميعة هي البركة التي تتجمع فيها مياه النهر عند الفيضان، وأثناء هطول الأمطار، ومن أبرزها: (عبد الغني وقريريصة ورأس عامر وميعة موسى ومبروك وسمبريو وبيت الوحش والسمعاية والخليفة والدبكرة).
تعتبر محميّة الدندر من أهم المحميات الطبيعية على مستوى أفريقيا، افتتحت عام 1935 بهدف حماية الحياة البرية وجذب السيّاح البريطانيين أيام الحكم الإنكليزي للبلاد (1899- 1956). والجدير بالذكر أن قيام محمية الدندر تزامن مع أخريات، في كل من المستعمرات التابعة لإنجلترا وفي الهند وتنزانيا، وزمبابوي، وكينيا، وأوغندا، ونيجيريا، غير أن محمية الدندر يعتبر وضعها استثنائياً نظراً للتنوع الأحيائي والبيئي الذي تذخر به، إذ تذخر بنوعية أشجار وشجيرات تصل إلى حوالي 48 نوعاً، و 64 نوعاً من الأعشاب، وتتخلل المحمية عشرات المجاري المائية (مثل: خور قلقو، وكنانة، وأبو مساويك والعطيش)، وتحيط بالمحمية الكثير من التلال المخضرة، مثل (جبل أبو البشر، وجبل مجن، ومرافعة، ومقنو، والحمر، والشاوات) وتتواجد بالمحمية غابات كثيفة ومخضرة من أشجار الدوم، والهبيل، والسنط، والكتر، والسدر، والدبكر، والطلح، والهجليج الكثيفة التي تحجب ضوء الشمس.
تتميز المحمية بجمالها وتنوع بيئاتها لوقوعها قرب الهضبة الإثيوبية ذات المياه الوفيرة والأمطار الغزيرة التي تصل إلى أكثر من 600 مليمتر.
ومحمية الدندر تعد واحدة من عشر محميات عالمية مصنفة من محميات المحيط الحيوي لاحتوائها على أندر سلالات الحيوانات والطيور. وتضم المحمية 27 نوعاً من الثدييات الصغيرة وما يقرب من مئتي نوع من الطيور و 32 نوعاً من الأسماك وغيرها من الزواحف وأنواع الحيوانات الأخرى.

## الموقع
تقع على الحدود السودانية الأثيوبية بين خطي عرض 12° 26′ N and 12° 42′ N وخطي طول 34° 48′ E, 35° 02′ E. تم إعلان محمية الدندر كمحمية قومية في بواكير 1935م.
وتقدر مساحتها بحوالي 10292 كيلو متر مربع وتبعد المحمية عن الخرطوم مسافة 400 كيلومتر.
تقع في تقاطعات ثلاثة ولايات هي ولاية سنار وولاية النيل الأزرق وولاية القضارف ويجري بها نهري الرهد والدندر وهما موسميان (في الفترة من شهر يوليو وحتى نوفمبر) بالإضافة لخور قلقو، وخلال عبورها للحظيرة تصب في بعض البرك التي تعرف بالميعات وهي الأماكن التي تحتفظ بالماء في فترة جفاف الأنهار مثل ميعة عين الشمس وغيرها من أماكن ورود الماء للحيوانات. يوجد في المحمية تنوع نباتي وحيواني كبير.
وتعتبر الفترة من يناير حتى أبريل من أفضل الفترات لزيارة المحمية ذات الموقع الفريد حيث تغطي سهولها الحشائش والنباتات والأدغال، بجانب البرك والبحيرات وملتقيات الأنهار، مما يخلق مناخا مناسبا لتكاثر الحيوانات. وإتاحة الفرصة للسياح لاكتشاف ثراء الطبيعة البكر.

## المساحة
بدأت مساحة الحظيرة بحوالي 2470 ميلاً مربعاً جنوب معتمدية الدندر (93 كيلو متراً من المدينة) وتم توسيعها إلى 3500 ميلاً مربعاً (حوالي 2.133.333 فدان) فيما بعد. ويحدها نهر الرهد من شمالها وشمالها الشرقي والحدود الأثيوبية من جنوبها الشرقي وولاية النيل الأزرق من جنوبها الغربي ومعتمدية الدندر من شمالها وشمالها الغربي.
تمتد مساحتها في 3 ولايات سودانية هي النيل الأزرق، وسنار، والقضارف، بالإضافة إلى متاخمتها للحدود الإثيوبية، تقدّر مساحتها بنحو 10.291 كيلومتراً مربعاً، وتقع عند الحدود السودانية- الإثيوبية، وتتوسط ثلاث ولايات سودانية شرقية وغربية. هذه المساحة الشاسعة مهيأة تماماً لتكون أفضل المحميات الطبيعية في العالم حيث يحدها شرقاً نهر الرهد وتتخللها عشرات الخيران والمجاري المائية (مثل خور قلقو وكنانة وأبو مساويك والعطيش) ومئات الميعات (مثل ميعة رس عامر ومبروك وسمبريو وبيت الوحش وعبد الغني والسمعاية والخليفة والدبكرة) وعشرات التلال المخضرة (مثل جبل أبو البشر وجبل مجن ومرافعة ومقنو والحمر والشاوات وغيرها) وبغاباتها من دوم وهبيل وكتر وسدر ودبكر وطلح وهجليج وغزارة الحشائش بها والتي كانت كلها يوماً تعج بالزراف والتيتل والجاموس والغزلان والأسود والفهود والبعشوم والنعام. بل كان بها أفيال يوماً ما تملأ ساحاتها.

## بيئة المحمية
إن "المحمية تمثل وعاء لفصائل متعددة من الطيور وتنوع في البيئة وهي تمثل تنوعا بيئيا متكاملا". "فيها تمتزج بيئة السافنا الغنية التي أنتجت العديد من برك المياه التي تشكل بيئة مثالية لحياة الحيوانات والطيور إضافة إلى أن التنوع الإحيائي أضاف لها ميزات كبيرة ومقدرة عن مثيلاتها في القارة الإفريقية. تعتبر حظيرة الدندر من أقدم حظائر الحيوانات البرية (لم تسبقها سوى حظيرة كروجر بجنوب أفريقيا) وحظائر في تنجانيقا وروديسيا (تنزانيا وزمبابوي) وكينيا ويوغندا وقد أعلنت كحظيرة قومية عام 1935م بناء على اتفاقية لندن التي وضعت المراسيم لإنشاء حظائر الحيوانات البرية في أفريقيا (1933)، حيث تلت إقامتها تحديد ملاجئ آمنة للحيوانات البرية. تشتهر المحميّة بالتنوع البيئي المتكامل فضلاً عن تنوع المناخ، مما يحدث تبايناً في الأمطار حيث يتراوح معدل الأمطار بين 500 و 700 ملم في العام. وتعتبر الفترة من يناير حتى أبريل من أفضل الفترات لزيارة المحمية ذات الموقع الفريد حيث تغطي سهولها الحشائش والنباتات والإدغال، بجانب البرك والبحيرات وملتقيات الأنهار، مما يخلق مناخا مناسبا لتكاثر الحيوانات. وإتاحة الفرصة للسياح لاكتشاف ثراء الطبيعة البكر.

## الحيوانات التي توجد بالمحمية
المحميّة غنية بمجموعة كبيرة من الحيوانات والطيور والزواحف، وبعضها نادر. ويمثل عنصر المفاجأة عاملاً أساسياً للجذب السياحي المشوق فيها، فالزائر يُفاجأ بظهور الحيوانات الأليفة والشرسة من دون سابق إنذار، وباختفائها بنفس الطريقة.
من أنواع الحيوان الموجود في غابات الدندر: الأسود والجاموس والأفيال والفهود والضباع والزراف والسمع والحلوف وأنواع عديدة من القطط الوحشية والقردة. وهناك أصناف الغزلان والظباء: أبو عرف، الكتمبور، البشمات، التيتل، أبو نباح، غزال سنجة، النلت أم تقدم وعشرات الأنواع غيرها. ومن ضروب الطير هناك الجوارح والكواسر كالنسور والصقور والعقبان والنعام والحبار وصقر الجديان والغرنوق والطير الخداري «وجداد الوادي «و الاوزين والبجع والرهو ومئات الانواع غيرها. ومن الزواحف الثعابين «كالكوبرا «و الأصلة والتماسيح والأورال والسلاحف.
أما فيما يتعلق بالطيور فإن السودان به أكثر من 983 نوعا من الطيور من أهم الأنواع التي توجد بمحمية الدندر:
- دجاج الوادي
- نقار الخشب
- البجع الأبيض
- أبوسعن الغرنوق الرهو، النعام وغيرها.

معظم الحيوانات الكبرى لا سيما ما يعرف بال Iconic animals التي يحبها السواح حباً جما والتي أشرنا اليها تهاجر لأول الخريف شمالاً إلى «الظهرة - الأراضي الرملية أو الصخرية- المنبسطة وهي أقل كثافة من الغابات والحشائش الطويلة حيث تقضي موسم الأمطار هرباً من الغابات الطينية التربة ذات الأوحال والحشائش العالية الكثيفة والناموس والذباب والبعوض والحشرات الضارة الأخرى. ثم تعود هذه الحيوانات - وقد أطفلت في «الظهرة « - بصغارها حديثي المولد في رحلة ثانية بعد انقضاء فصل الخريف وجفاف ماء الأمطار في شهر نوفمبر إلى غابات الدندر وميعاتها حيث تقضي موسم الصيف الجاف. وهذه الرحلة أمر غريزي عند بعض هذه الحيوانات قد تنفق إذا حبسها حابس.
وجذبت المحمية بعض علماء البيئة والأكاديميين لإجراء البحوث للماجستير والدكتوراه وعشرات بحوث التخرج والأوراق العلمية. ولما كان للدولة شيء من الاهتمام بالحياة البرية في الستينيات والسبعينيات فقد تعاقدت مع عدد من الخبراء الذين أعدوا تقارير مفيدة عن المحمية منهم Holsworth , Frazer and Dasmann. وكتب عن الدندر أيضاً C.Thomson أستاذ علم الحيوان بجامعة الخرطوم.

## ميثاق الحفاظ علي حياة البرية
جاء في مقال للدكتور وُولف كروج Wolf Krog ، بمجلة التنمية الزراعية الريفية Agricltural Rural Development الصادرة عن إدارة التعاون الدولي الألمانية (GTZ – DSE – ZEL – DIG -)، حديثاً عن (إستراتيجيات العمل اجتماعياً واقتصادياً) للحفاظ على التنوع البيولوجي في أفريقيا، بإشارة واضحة لنموذج التعامل مع الحيوانات البرية بها.
يتحدث المقال عن: (ميثاق الحفاظ على التنوع البيئي) والذي أصدرته الأمم المتحدة في مؤتمر لها عام 1992م خاص بالبيئة والتنمية. وقد التزم الموقعون على الميثاق من ممثلي دول العالم الصناعية الكبرى، بالدعم المالي والفني للدول النامية في مجال الحفاظ على الحياة البرية وتنميتها وتطويرها بما يتناسب مع تنمية وتطوير الموارد الطبيعية المتجددة بها.

## روابط خارجية
- صحيفة الشرق الأوسط
- محمية الدندر الطبيعية في السودان